# Mitglieder des württembergischen Staatsministeriums (1806–1816)
Das württembergische Staatsministerium unter König Friedrich bildete von Januar 1806 bis zum 8. November 1816 die Landesregierung von Württemberg.
Das Staatsministerium bestand aus sechs Departements:
1. das Departement der auswärtigen Angelegenheiten oder Cabinets-Ministerium
2. das Departement des Innern
3. das Departement der Justiz
4. das Departement des Kriegswesens
5. das Departement der Finanzen
6. das geistliche Departement

Das Staatsministerium hatte keinen offiziellen Premierminister. Den Vorsitz der Regierung führte der König selbst. Informell kann jedoch Staatsminister Normann-Ehrenfels als ein Primus inter pares angesehen werden. Nach seinem Ausscheiden aus der Regierung 1812 spielten diese Rolle mit Einschränkungen Graf von Zeppelin und Graf von Wintzingerode.
| Amt                                                                               | Name                                                                                     |
| --------------------------------------------------------------------------------- | ---------------------------------------------------------------------------------------- |
| Chefs des Departements des königlichen Hauses und der auswärtigen Angelegenheiten | Georg Ernst Levin Graf von Wintzingerode vom Januar 1806 bis 4. Dezember 1807            |
| Chefs des Departements des königlichen Hauses und der auswärtigen Angelegenheiten | Karl August Ludwig Graf von Taube vom 4. Dezember 1807 bis zum 12. Februar 1812          |
| Chefs des Departements des königlichen Hauses und der auswärtigen Angelegenheiten | Ferdinand Ludwig Graf von Zeppelin vom 12. Februar 1812 bis 7. August 1814               |
| Chefs des Departements des königlichen Hauses und der auswärtigen Angelegenheiten | Georg Ernst Levin Graf von Wintzingerode vom 7. August 1814 bis 10. November 1816        |
| Chef des Departements des Innern                                                  | Philipp Christian Graf von Normann-Ehrenfels vom Januar 1806 bis zum 7. Juni 1812        |
| Chef des Departements des Innern                                                  | Karl Friedrich Philipp Heinrich Graf von Reischach vom 7. Juni 1812 bis 8. November 1816 |
| Chef des Departements der Finanzen                                                | Ulrich Lebrecht Graf von Mandelsloh vom Januar 1806 bis 28. Mai 1807                     |
| Chef des Departements der Finanzen                                                | Ludwig Hellmut Heinrich Freiherr von Jasmund vom 28. Mai 1807 bis 21. Mai 1808           |
| Chef des Departements der Finanzen                                                | Ulrich Lebrecht Graf von Mandelsloh vom 21. Mai 1808 bis 8. November 1816                |
| Chef des Departements der Justiz                                                  | Adolf Freiherr von Ende vom Januar 1806 bis zum 30. Juni 1809                            |
| Chef des Departements der Justiz                                                  | Dr. Hans Otto von der Lühe vom 30. Juni 1809 bis 8. November 1816                        |
| Chef des Departements des Kriegswesens                                            | Ferdinand Friedrich von Nicolai vom Januar 1806 bis 12. Februar 1806                     |
| Chef des Departements des Kriegswesens                                            | Herzog Wilhelm Friedrich Philipp von Württemberg vom 12. Februar 1806 bis 1811           |
| Chef des Departements des Kriegswesens                                            | Friedrich Freiherr von Phull vom 29. Juni 1811 bis 8. November 1816                      |
| Chef des geistlichen Departements                                                 | Ulrich Lebrecht Graf von Mandelsloh vom Januar 1806 bis zum 21. Mai 1808                 |
| Chef des geistlichen Departements                                                 | Ludwig Helmuth Heinrich Freiherr von Jasmund vom 21. Mai 1808 bis zum 21. März 1816      |
| Chef des geistlichen Departements                                                 | Ferdinand Ludwig Graf von Zeppelin vom 21. März 1816 bis zum 8. Oktober 1816             |

Neben den Chefs der Departements gehörten dem Staatsministerium noch weitere Minister für spezielle Aufgaben an:
- Kronprinz Friedrich Wilhelm Karl
- Johann Karl Christoph von Seckendorff
- Ludwig Eberhard Freiherr von Fischer
- Gottlieb Christian Freiherr von Lang, Präsident des Oberkonsistoriums
- Ludwig Freiherr von Spittler, Kurator der Universität Tübingen
- Christian Ludwig August von Vellnagel
- Rudolf August Lebrecht Freiherr von Taubenheim